# 新田義之
新田 義之（にった よしゆき、1933年8月7日 -2023年10月21日）は、日本の比較文学者、東京大学名誉教授。

## 略歴
石川県生まれ。哲学研究者新田義弘の弟。1958年東大教養学科ドイツ分科卒、1959－1962年西ドイツ・ハンブルク大学に留学。1964年同大学院比較文学比較文化修士課程修了、東大教養学部助教授、1985年教授、1994年定年退官、山陽学園大学教授、2000年ノートルダム清心女子大学教授。1994年「リヒアルト・ヴィルヘルムと中国」で学術博士（東大）。
木下杢太郎、リヒャルト・ヴィルヘルム、またルドルフ・シュタイナーなどを研究、翻訳した。

## 著書
- 『太田先生と古典の世界』杢太郎記念館 1974
- 『木下杢太郎』小沢書店 1982.7
- 『リヒアルト・ヴィルヘルム伝』筑摩書房 1994.12
- 『比較文学への誘い 東西文学十六章』大学教育出版 1998.4
- 『文化と教養 比較文学講演の旅』大学教育出版 2000.5
- 『澤柳政太郎 随時随所楽シマザルナシ』ミネルヴァ書房（ミネルヴァ日本評伝選）2006
- 『東北大学の学風を創った人々』東北大学出版会 2008.6
- 『日本の祝日と祝祭 シュタイナー幼児教育の充実のために』涼風書林 2012
- 『澤柳政太郎 その生涯と思想』本の泉社 2014

### 編著
- 『文化の諸相 比較文化を学ぶために』（編）大学教育出版 1997.4
- 『文化のダイナミズム』（編）大学教育出版 1999.5

### 翻訳
- ルドルフ・シュタイナー『人智学を基盤とする治癒教育の実践 編集:心の手当を必要とする人びとのための治癒教育研究実践施設協会』新田貴代共訳 国土社 1975
- リンデンベルグ『自由ヴァルドルフ学校』新田貴代共訳 明治図書出版（シリーズ・世界の教育改革）1977
- ルドルフ・シュタイナー『教育の基礎としての一般人間学』人智学出版社 1980.3
- ルドルフ・シュタイナー『教育の根底を支える精神的心意的な諸力 オックスフォード講演』人智学出版社 1981
- 『神秘劇 1 ルドルフ・シュタイナー著作全集』人智学出版社 1982
- クルト・E.ベッカー、ハンス＝ペータ・シュライナー編『人智学の現況 シュタイナー教育から《緑の党》まで』新田貴代共訳 人智学出版社 1982
- ゲルハルト・ヴェーア『シュタイナー教育入門 ヴァルドルフ教育の理論と実践』新田貴代共訳 人智学出版社 1983.8
- ルドルフ・シュタイナー『精神科学と社会問題』人智学出版社 1986.5
- ルドルフ・シュタイナー『いかにカルマは作用するか』人智学出版社 1986.7
- ルドルフ・シュタイナー『人智学・神秘主義・仏教』味方修共訳 人智学出版社 1986.7
- H.ファルク＝イッター『ラファエルの宗教画 「宗論図」と「アテネの学園」の解釈』新田貴代共訳 玉川大学出版部, 1986.10
- ルドルフ・シュタイナー『教育と芸術』渡辺宣江共訳 人智学出版社 1986
- ルドルフ・シュタイナー『農業講座 農業を豊かにするための精神科学的な基礎』市村温司、佐々木和子共訳 人智学出版社 1987／イザラ書房 2000.5